# Isabel Figlioli
Isabel Figlioli fue una actriz de cine y teatro nacida en Uruguay que hizo una extensa carrera en Argentina. Fue la esposa del actor Santiago Arrieta.

## Carrera
Siendo muy joven ingresó  en la Cía. Chantecleir. Trabajó en papeles de reparto en la época de oro del cine de su país. Sus roles más importantes fueron en Prisioneros de la tierra (1939), Locos de verano (1942), como una simpática cocinera y en Los hijos artificiales (1943). 

## Vida privada
Casada por muchos años con el actor uruguayo Santiago Arrieta, tuvo a su única hija de este matrimonio llamada Nilda Arrieta, también actriz. Tuvo un momento de escándalo cuando la actriz y ex vedette Tita Merello, quien por aquel entonces mantenía un romance secreto con Arrieta, fue hasta su casa sabiendo que él no se encontraba para poner los puntos sobre las ies.

## Filmografía
Actriz
- Stella Maris (1953)
- El seductor (1950) …Doña Meche
- Sacachispas (1950)
- Nace la libertad (1949)
- De padre desconocido (1949)
- Pelota de trapo (1948) …Doña Pancha
- Santos Vega vuelve (1947)
- Nuestra Natacha (1944)
- El fin de la noche (1944) …Dueña del café
- Los hijos artificiales (1943)
- El comisario de Tranco Largo (1942)
- El gran secreto (1942)
- Locos de verano (1942)
- El hermano José (1941)
- El hijo del barrio (1940)
- Prisioneros de la tierra (1939)
- Hermanos (1939)
- Los caranchos de la Florida (1938)
- Turbión (1938) …Teresa
- Los muchachos de antes no usaban gomina (1937) … Lulú, la francesa

## Teatro
En el teatro integró la Compañía Nacional de Comedias y sainetes Pascual Carcavallo en 1929, compartiendo escena con actrices como Manolita Poli, Libertad Enmarque, Ada Sifredi, Emilia Pezzi, Mirthita Sapelli, 0linda Bozán, Rosa Cata, Mecha López y Mirtha Bottaro.
En 1931 actuó en la obra Yo quiero que tú me engañes, con un amplio elenco en las que estaban Paula Tapia, Santiago Arrieta, Carmen Casnell, Obdulia Bouza, Margarita Tapia, Héctor Ugazio y Armando de Vicente.
Luego formó parte de La Gran Compañía de Teatro universal,  con las actrices Consuelo Abad, Luisa Vehil y Paquita Vehil y los Actores Francisco Petrone, Juan Vehil, Mario Soffici, Oscar Villa y Santiago Arrieta.